# Adressbyrå
Adressbyrå eller adresskontor var i äldre tider ett anvisningskontor, där uppgifter lämnades om personers namn, yrken och hemvist (adress). Uppgifter lämnades även om lediga tjänster och om tjänare och arbetare som sökte anställning, vilket innebar att de även fyllde en roll som arbetsförmedling, men bl.a. även om varor som var till salu. I större städer fanns adressbyråer, som lämnade uppgifter om handelsförhållanden, köpmännens soliditet, affärshusens kreditvärdighet m.m.
Fyra adresskontor specifikt för arbeterskor och arbetsgivare inrättades 1883 i Stockholm av kvinnokämpar efter brittisk förebild, och lades ner 1911.